# Dungeon Explorer
Dungeon Explorer est un jeu vidéo d'action et de rôle par Hudson Soft, sorti en 1989 sur PC Engine. Il a été adapté par Westone sur Mega-CD en 1995.
Le jeu a donné suite à Dungeon Explorer II sur PC Engine en 1993, Crystal Beans from Dungeon Explorer sur Super Famicom en 1995, et à deux autres épisodes, intitulés Dungeon Explorer, sur Nintendo DS et PSP en 2007.
La version PC Engine est disponible en téléchargement sur Wii (2006), sur PlayStation 3 et PlayStation Portable (2009, PSN japonais seulement).

## Accueil
| Dungeon Explorer |      |                |
| Média            | Nat. | Notes          |
| Dragon Magazine  | US   | 5/5            |
| Joypad           | FR   | 55 % (Mega-CD) |